# Theudesinda
Theudesinda (7. století? - 8. století?) byla dcerou fríského krále Radboda a manželkou Grimoalda Mladšího, syna Pipina II. Prostředního. 
Na konci 7. století představovali Frísové trvalou hrozbu pro Franskou říši, aby Frankové tuto hrozbu odrazili a  podrobili si friské obyvatelstvo, pořádal vlivný majordomus Pipin II. bojové výpravy na území Fríska. Fríský král Radbod byl při těchto taženích několikrát poražen, v Dorestadu v roce 689, poté v roce 692 a nakonec znovu v Dorestadu v roce 697. Zároveň Pipin obsadil sídlo biskupství v Utrechtu, které svěřil Willibrordovi a pověřil ho evangelizací Frísů, kteří se stále přikláněli k pohanství. Kolem roku 710 byl mezi Pipinem a Radbodem uzavřen mír, který bude v následujícím roce stvrzen sňatkem mezi Pipinovým synem Grimoaldem Mladším a Theudesindou, dcerou Radboda. Radbod odmítl konvertovat ke křesťanství, ale své dceři Theudesindě křest umožnil. Manželství bylo podle kroniky Liber Historiae Francorum uzavřeno v roce 711 a bylo bezdětné, i když některé zdroje uvádějí, že Grimoaldův tříletý syn Theudoald vzešel z tohoto svazku. V dubnu roku 714 byl Grimoald Mladší zavražděn Frísy a krátce na to, 16. prosince 714 zemřel i Pipin. Funkci majordoma obsadil Grimoaldův tříletý syn Theudoald, jehož regentkou se stala jeho babička Plektruda, což se nelíbilo neusrijské šlechtě a což způsobilo povstání během něhož se Plektruda i Theudoald museli vzdát své moci. O dalším životě Theudesindy se nedochovaly žádné zdroje.